# Pottsville (Pennsilvània)
Pottsville és l'única ciutat i sue del Comtat de Schuylkill a l'estat de Pennsilvània dels Estats Units d'Amèrica. Segons el cens del 2000 tenia 15.549 habitants.

## Demografia
Segons el cens del 2000, Pottsville tenia 15.549 habitants, 6.399 habitatges, i 3.877 famílies. La densitat de població era de 1.426 habitants per quilòmetre quadrat.
Dels 6.399 habitatges en un 27,3% hi vivien nens de menys de 18 anys, en un 41,7% hi vivien parelles casades, en un 13,9% dones solteres, i en un 39,4% no eren unitats familiars. En el 34,9% dels habitatges hi vivien persones soles el 17,2% de les quals corresponia a persones de 65 anys o més que vivien soles. El nombre mitjà de persones vivint en cada habitatge era de 2,29 i el nombre mitjà de persones que vivien en cada família era de 2,97.
Per edats la població es repartia de la següent manera: un 22,6% tenia menys de 18 anys, un 7,2% entre 18 i 24, un 27,2% entre 25 i 44, un 22,1% de 45 a 60 i un 20,9% 65 anys o més.
L'edat mediana era de 40 anys. Per cada 100 dones de 18 o més anys hi havia 83,5 homes.
La renda mediana per habitatge era de 30.137 $ i la renda mediana per família de 41.124 $. Els homes tenien una renda mediana de 31.510 $ mentre que les dones 21.433 $. La renda per capita de la població era de 18.165 $. Entorn del 10,1% de les famílies i el 13,9% de la població estaven per davall del llindar de pobresa.

## Poblacions més properes
El següent diagrama mostra les poblacions més properes.

## Personatges il·lustres
- Gary Becker (1939-2014), economista, Premi Nobel d'Economia de 1992.